# Lita Torelló
Dolores Torelló, conocida artísticamente como Lita Torelló (Barcelona, 11 de mayo de 1946) es una cantante española, especialmente activa en la década de 1960.

## Trayectoria artística
Empezó su actividad musical siendo todavía una niña a finales de la década de 1950, cuando graba el sencillo Quiero la burrita Non (1958). Dos años después, en 1961, firma con la discográfica Vergara y participó en el Festival de la Canción del Mediterráneo, alcanzando el segundo puesto con el tema "Presentimiento" y el octavo con "Julio Verne"; en 1962 vuelve a ser finalista y en 1963 con "Paz" obtiene de nuevo el segundo puesto. Tras una estancia en Venezuela, trabajando en televisión, se convierte en una de las cantantes más prolíficas de España en aquellos años, llegando a editar catorce Eps tan solo entre 1964 y 1966 y participando en varias ocasiones en el Festival Internacional de la Canción de Benidorm.
Por esa época llegó a realizar unas 200 actuaciones al año por España. De su repertorio, canciones de San Remo, formado en buena parte por traducciones de temas francesas e italianas y canciones procedentes de festivales varios, y cantado en castellano y en catalán, pueden mencionarse Noche de paz, junto a José Guardiola, Desafinando, St Tropez Twist, Como tú no hay ninguno, Cúlpale a la bossa-nova, Cae la nieve, No soy digna de ti, Se llama María, No t'ho diré pas, El amor y Bang Bang. Solo editó un LP en 1966 con el título de Lita Torelló, más el recopilatorio Sus primeros EP para discos Vergara (1960-1965), publicado en 1998. Abandonó prematura, y completamente su carrera musical al casarse.
Además, dobló al español, las canciones de las bandas sonoras de películas tan populares como El día más largo, La bruja novata (Eglantine Price), Chitty Chitty Bang Bang (La baronesa) o Sonrisas y lágrimas (The Sound of Music).